# シネマ@7
シネマ@7（しねまあっとせぶん、番組ロゴ表記Cinem@7）はtvkで放送されている映画番組。首都圏では数少なく、ゴールデンタイムに放送している。
基本放送時間は毎週末の土・日19:00 - 20:55だが、単発番組やtvkプロ野球中継 横浜DeNAベイスターズ熱烈LIVEを放送する日は休止。また、この番組の後続枠で「あっぱれ!KANAGAWA大行進」(土)などを放送しているが、番組の終了時間が20:55を超える場合は後続番組が休止となる（特に日曜日）。逆に20:55よりも早い場合はミニ番組（神奈川の風景や北原コレクション）で埋め合わせる。
最近では、EPG上やラ・テ欄では19:00 - 20:55でも、映画自体が短く20:45頃に終わる場合が多いため、次回予告直後から20:47まで「神奈川の風景」、20:47から「北原コレクション」、20:50から「weather report」で埋め合わせることが多い（もちろん、番組表上はノンクレジット）。
tvkの番組表である「tvk Time Table -Monthly Program Guide-」は毎月発行なので、放送される予定の映画が表記されている。
| スタブアイコン | サブスタブ | この項目は、まだ閲覧者の調べものの参照としては役立たない、テレビ番組に関連した書きかけの項目です。この項目を加筆・訂正などしてくださる協力者を求めています（P:テレビ/PJ:放送または配信の番組）。 |